# Czerłak
Czerłak – osiedle typu miejskiego w Rosji, w obwodzie omskim. W 2010 roku liczyło 10 980 mieszkańców.